# Kognitivní disonance
Kognitivní disonance („poznávací nesoulad“) je stav mysli, který vzniká rozporem mezi dvěma kognicemi, například mezi postoji (znalostmi, vírou, chováním) a skutečným stavem věci. Kognitivní disonance, jak ji popsal Leon Festinger, je vlastně snaha o udržení konzistentního příběhu o sobě.

## Popis
Podle Festingerova výzkumu z roku 1957 jedinec reaguje na napětí vyvolané dvěma vzájemně nekonzistentními postoji snahou o přidání, odstranění nebo změnu jeho kognitivních struktur. Důležité je, že tyto změny jsou obousměrné, tedy např. na základě svých postojů můžeme změnit své chování a na základě svého chování můžeme změnit své postoje. Dochází k tomu proto, že lidé mají vrozenou tendenci jednat v souladu se svými postoji. Podle Aronsona je být čestný a upřímný součástí vnímání sama sebe (tzv. sebe-konceptu).
Příkladem kognitivní disonance může být konzumace masa. Lidé obecně mají rádi zvířata a nechtějí jim ubližovat, či je dokonce zabíjet. Pokud však konzumují maso, tak k zabíjení zvířat nutně musí docházet. S nepříjemnými pocity z konzumace masa se tak lze vyrovnat dvěma způsoby:
1. Změna chování – člověk přestane konzumovat maso
2. Změna postoje – člověk si konzumaci masa ospravedlní například normalitou (dělají to všichni), přirozeností (lidé to dělají dlouho) nebo nezbytností (konzumace masa je nezbytná)

Tento příklad kognitivní disonance popsala americká sociální psycholožka Melanie Joy.

## Festingerův a Carlsmithův experiment
Vybraným studentkám byla zadána nudná úloha (např. skládat k sobě šroubek a matku, skládat nitě podle velikosti). Posléze měly svým spolužačkám popsat úkoly jako velmi zajímavé. Některým byla za tuto lež slíbena odměna 1 $, jiným 20 $ (tenkrát nemalá částka). Po skončení experimentu se výzkumníci dívek ptali, jak se jim úlohy, které vykonávaly na začátku, líbily. Cílem bylo zjistit, zda u některých z nich došlo k vyvolání protichůdných postojů. Studentky, které dostaly za lež o experimentu 20 $, neměly kognitivní disonanci příliš vysokou, neboť jim odměna za lež tohoto druhu připadala dostatečná. Naopak studentky, které lhaly a obdržely pouze dolar, měly sklony hodnotit úkoly oproti kontrolní skupině (nelhala vůbec) a 20 $ lhářům za celkem zajímavé. Aronson takovou reakci u daných studentek vysvětluje nutností zbavit se pocitu zklamání sebe sama, že lhaly za tak nízkou cenu.
| Výsledky experimentu                                      | Výsledky experimentu     | Výsledky experimentu    | Výsledky experimentu    |
| Otázky v dotazníku                                        | Experimentální podmínky  | Experimentální podmínky | Experimentální podmínky |
| Otázky v dotazníku                                        | Kontrolní skupina (N=20) | Jeden dolar (N=20)      | Dvacet dolarů (N=20)    |
| --------------------------------------------------------- | ------------------------ | ----------------------- | ----------------------- |
| Jak byl ten úkol zábavný? (škála –5 až +5)                | –0,45                    | +1,35                   | –0,05                   |
| Jak moc jste se naučili něco nového? (škála 0 až 10)      | 3,08                     | 2,80                    | 3,15                    |
| Vědecká důležitost (škála 0 až 10)                        | 5,60                     | 6,45                    | 5,18                    |
| Ochota účastnit se podobného experimentu (škála –5 až +5) | –0,62                    | +1,20                   | –0,25                   |

## Podmínky potřebné ke změně postoje
- Jedinec si musí být vědom negativních důsledků (např. když studentky oslovené účastníky experimentu, kteří ho označili za zajímavý, předstíraly, že nejsou pevně přesvědčeny o účasti a přesvědčili je až oni).[ujasnit]
- Jedinec musí přijmout osobní odpovědnost (musí vědět, že rozhodnutí je na něm, např. ve Festingerově studii mohli účastníci lhaní odmítnout).
- Jedinec necítí tlak okolí (není přítomna žádná výrazná odměna anebo hrozba, a jedinec tak není pod normativním tlakem. Rozhodující se jedinec musí též vědět, že rozhodnutí nepůjde jednoduše vzít zpět).